# العلاقات الإريترية المصرية
العلاقات الإريترية المصرية هي العلاقات الثنائية التي تجمع بين إريتريا ومصر.

## مقارنة بين البلدين
هذه مقارنة عامة ومرجعية للدولتين:
| وجه المقارنة                                              | إريتريا                                      | مصر           |
| --------------------------------------------------------- | -------------------------------------------- | ------------- |
| المساحة (كم2)                                             | 117.60 ألف                                   | 1.01 مليون    |
| عدد السكان (نسمة)                                         | 6.33 مليون                                   | 106 مليون     |
| الكثافة السكانية (ن./كم²)                                 | 53.83                                        | 106000        |
| العاصمة                                                   | أسمرة                                        | القاهرة       |
| اللغة الرسمية                                             | اللغة التغرينية، اللغة العربية، لغة إنجليزية | اللغة العربية |
| العملة                                                    | ناكفا                                        | جنيه مصري     |
| الناتج المحلي الإجمالي (بليون دولار)                      | 2.61 مليار                                   | 235.37 مليار  |
| الناتج المحلي الإجمالي (تعادل القوة الشرائية) بليون دولار |                                              | 998.67 مليار  |
| الناتج المحلي الإجمالي الاسمي للفرد دولار أمريكي          |                                              | 3.61 ألف      |
| الناتج المحلي الإجمالي للفرد دولار أمريكي                 |                                              |               |
| مؤشر التنمية البشرية                                      | 0.391                                        | 0.690         |
| رمز المكالمات الدولي                                      | +291                                         | +20           |
| رمز الإنترنت                                              | .er                                          | .eg، .مصر     |
| المنطقة الزمنية                                           | ت ع م+03:00                                  | ت ع م+02:00   |

## منظمات دولية مشتركة
يشترك البلدان في عضوية مجموعة من المنظمات الدولية، منها:
| علم المنظمة | اسم المنظمة                        | تاريخ انضمام إريتريا | تاريخ انضمام مصر |
| ----------- | ---------------------------------- | -------------------- | ---------------- |
|             | مؤسسة التمويل الدولية              | 11 أكتوبر 1995       | 20 يوليو 1956    |
|             | البنك الإفريقي للتنمية             | ?                    | 10 سبتمبر 1964   |
|             | الاتحاد الدولي للاتصالات           | 6 أغسطس 1993         | 9 ديسمبر 1876    |
|             | يونسكو                             | 2 سبتمبر 1993        | 22 يناير 1947    |
|             | الأمم المتحدة                      | 28 مايو 1993         | 24 أكتوبر 1945   |
|             | منظمة الشرطة الجنائية الدولية      | ?                    | 7 سبتمبر 1923    |
|             | البنك الدولي للإنشاء والتعمير      | 6 يوليو 1994         | 27 ديسمبر 1945   |
|             | الاتحاد البريدي العالمي            | ?                    | ?                |
|             | مؤسسة التنمية الدولية              | 6 يوليو 1994         | 26 أكتوبر 1960   |
|             | الاتحاد الأفريقي                   | ?                    | 9 يوليو 2002     |
|             | وكالة ضمان الاستثمار متعدد الأطراف | 10 سبتمبر 1996       | 12 أبريل 1988    |

## وصلات خارجية
- موقع وزارة الخارجية المصرية